# Mangusta brunatna
Mangusta brunatna (Urva fusca) – gatunek drapieżnego ssaka z podrodziny Herpestinae w obrębie rodziny mangustowatych (Herpestidae), występujący w południowej Azji. Słabo poznany mały ssak drapieżny o długości ciała dochodzącej wraz z ogonem do 81 cm. Według IUCN nie jest zagrożony wyginięciem.

## Taksonomia
Gatunek po raz pierwszy zgodnie z zasadami nazewnictwa binominalnego opisał w 1838 roku brytyjski przyrodnik George Robert Waterhouse, nadając mu nazwę Herpestes fusca. Opis ukazał się na łamach brytyjskiego rocznika „Proceedings of the Zoological Society of London”. Holotyp pochodził z Indii. Na holotyp składały się skóry zakupione na wysprzedaży okazów zoologicznych, z których większa część pochodziła z Madrasu (kilka z nich pochodziło z gór Nilgiri).
Autorzy Illustrated Checklist of the Mammals of the World rozpoznają cztery podgatunki. Podstawowe dane taksonomiczne podgatunków (oprócz nominatywnego) przedstawia poniższa tabelka:
| Podgatunek      | Oryginalna nazwa              | Autor i rok opisu | Miejsce typowe                                                                         | Holotyp                          |
| --------------- | ----------------------------- | ----------------- | -------------------------------------------------------------------------------------- | -------------------------------- |
| U. f. phillipsi | Herpestes flavidens phillipsi | O. Thomas, 1924   | Mousakande Estate, na wysokości 3000 ft (914 m), Gammaduwa, Prowincja Środkowa, Cejlon | Dorosły samiec (BMNH 23.12.15.1) |
| U. f. rubidior  | Herpestes fuscus rubidior     | Pocock, 1937      | Anasigalla, na wysokości 100 ft (30 m), Matugama, Prowincja Zachodnia, Cejlon          | Dorosły samiec                   |
| U. f. siccata   | Herpestes flavidens siccatus  | O. Thomas, 1924   | Prawdopodobnie Aripo, w pobliżu Mannaru, Prowincja Północna, Cejlon                    | Dorosły samiec (BMNH 72.4.17.1)  |

We wcześniejszych ujęciach systematycznych U. fusca uważany był za jeden gatunek z U. brachyura, jednak inni autorzy wykazali, że powinien pozostać odrębnym gatunkiem. Często umieszczany w rodzaju Herpestes, jednak wyniki badań opartych o dane molekularne wykazały, że tradycyjnie rozumiany rodzaj Herpestes obejmujący wszystkie gatunki zawarte w Herpestes, Urva, Galerella i Xenogale jest parafiletyczny, dlatego gatunki azjatyckie zostały przeniesione do ponownie wskrzeszonego rodzaju Urva.

### Etymologia
- Urva: nepalska nazwa Arva dla mangusty krabożernej[25].
- fusca: łac. fuscus „ciemny, czarny, brązowy”[26].
- phillipsi: William Watt Addison Phillips (1892–1981), brytyjski plantator herbaty, zoolog z Cejlonu[8][27].
- rubidior: łac. rubidior, rubidioris „bardziej czerwony”, stopień wyższy przymiotnika rubidus „rumiany”, od ruber „czerwony, rudy”[28].
- siccata: łac. siccatus „wysuszony, suchy”, od siccare „wysuszyć”, od siccus „suchy”[29].

## Zasięg występowania
Mangusta brunatna występuje w południowych Indiach i w Sri Lance. W południowych Indiach występuje wzdłuż zachodniej granicy dystryktu Kodagu, w Virajpet w południowym Kodagu i Utakamand w górach Nilgiri; w Tiger Shola w górach Palni, w górach Meghamalai w dystrykcie Madurai, w Kalakkad Mundanthurai Tiger Reserve na górze Agastya Mala, na płaskowyżu Valparai w górach Anamalai w Tamilnadu oraz Parku Narodowym Erawikulam, Parambikulam Tiger Reserve i Peelamedu w Kerali. Na wyspie Viti Levu na Fidżi odkryto dobrze rozwijającą się populację; jest to pierwsza znana introdukcja mangusty brunatnej i prawdopodobnie może pochodzić od pary przywiezionej z nieznanego źródła do prywatnego zoo pod koniec lat siedemdziesiątych.
Zasięg występowania w zależności od podgatunku:
- U. fusca fusca – południowo-zachodnie Indie (Ghaty Zachodnie).
- U. fusca phillipsi – Sri Lanka (Prowincja Środkowa).
- U. fusca rubidior – Sri Lanka (Prowincja Zachodnia).
- U. fusca siccata – północna Sri Lanka (Prowincja Północna).

## Morfologia

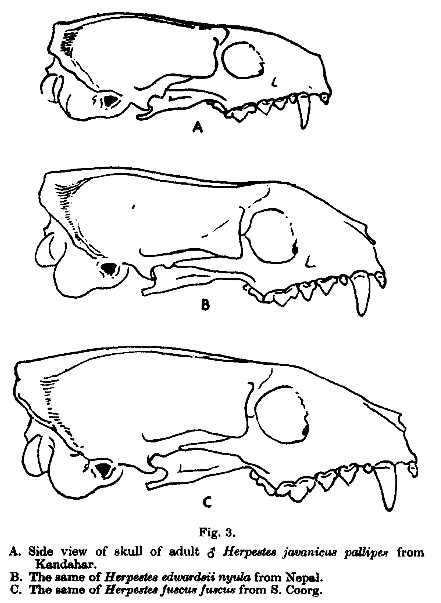
Czaszki gatunków z rodzaju Urva: mangusta mała (U. javanicus)
mangusta indyjska (U. edwardsii)
mangusta brunatna (U. fusca)

Długość ciała (bez ogona) 33–48 cm, długość ogona 19,8–33,6 cm, długość tylnej stopy 6,5–8,7 cm; masa ciała około 2,7 kg. Duża mangusta o mocno zbudowanym ciele. Futro jest czarno-brązowe, nakrapiane żółtymi lub płowymi plamkami, natomiast łapy są prawie czarne. Futro na brzuchu jest brązowawe, trochę jaśniejsze niż u góry i nie tak nakrapiane. Włosy konturowe na zadzie są długości od około 40 do 60 mm. Podszerstek oliwkowożółty na wierzchu, ciemnoszarobrązowy u nasady (u niektórych osobników może być ciemniejszy). Ogon krzaczasty i stożkowaty, stanowiący około 60–70% długości głowy i tułowia. Tylna komora puszki słuchowej jest mniej płaska niż u mangusty jawajskiej i sięga znacznie poniżej kłykcia potylicznego. Zęby lekkie i smukłe. Wzór zębowy: I {\displaystyle {\tfrac {3}{3}}} C {\displaystyle {\tfrac {1}{1}}} P {\displaystyle {\tfrac {4}{4}}} M {\displaystyle {\tfrac {2}{2}}} = 40.

## Ekologia

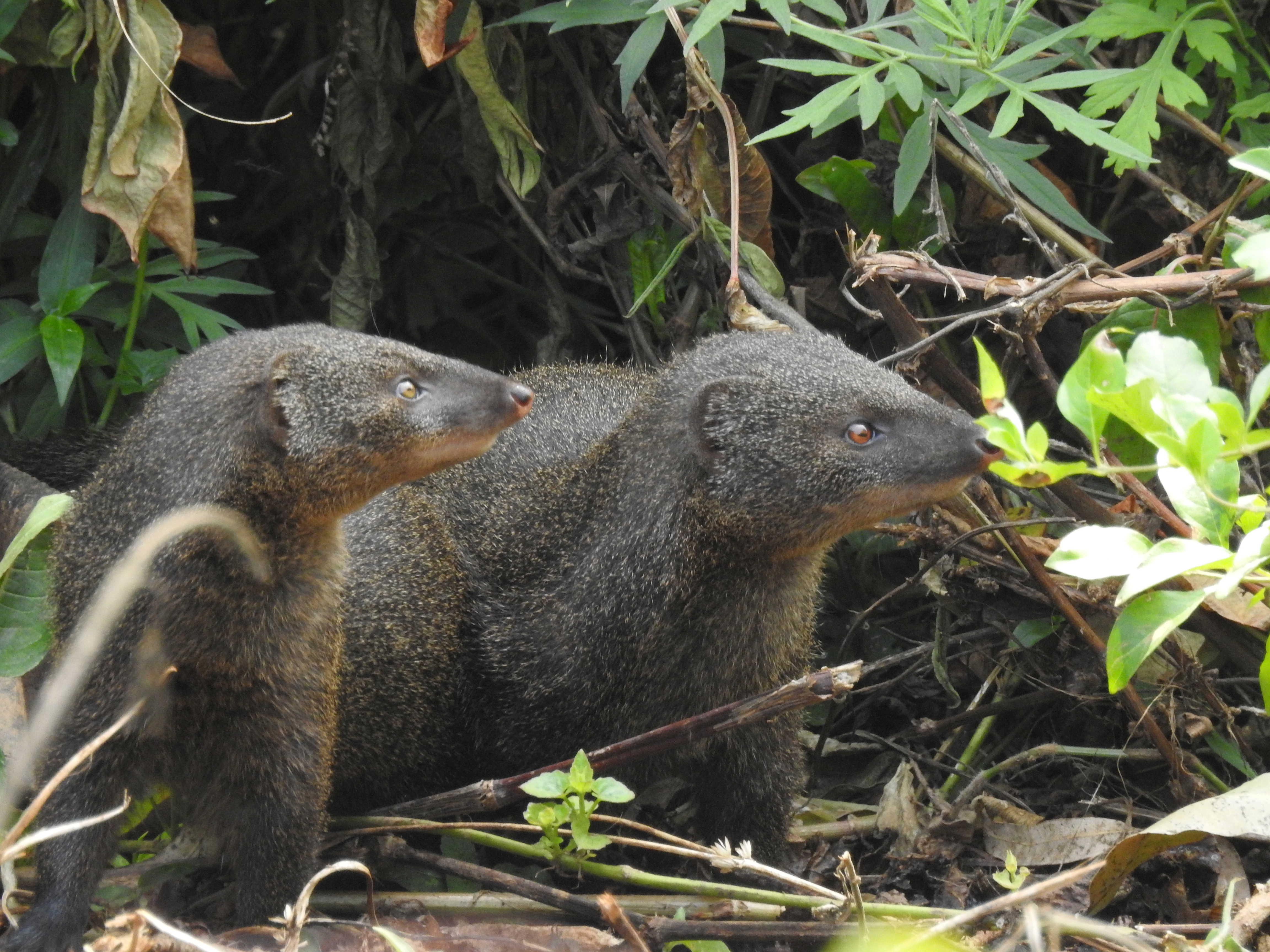
Para mangust brunatnych w okolicach Valparai w Ghatach Zachodnich

Mangusta brunatna zasiedla gęste lasy i przyległe do nich tereny. W Sri Lance występuje w lasach nizinnych, w centralnej, górskiej części kraju oraz w strefie suchej. W południowo-zachodnich Indiach występuje również na plantacjach herbaty i kawy na wysokości od 900 do 1400 m n.p.m. oraz w wiecznie zielonych lasach na wysokości od 450 do 2000 m n.p.m. Mangusta brunatna wydaje się, na podstawie kilku zdjęć z fotopułapek i obserwacji, prowadzić nocny tryb życia. Przebywa głównie na ziemi; jest przeważnie samotnikiem (chociaż podawano rzadkie obserwacje w parach lub małych stadach).
Nic nie wiadomo na temat składu pożywienia i techniki polowania mangusty brunatnej, chociaż w Anamalais obserwowano, jak zjada padlinę dużych ssaków, takich jak gaur indyjski (Bos gaurus), natomiast Valparai widziano ją na wysypiskach śmieci.
Wedle pewnych doniesień rozmnaża się w norach pod skałami i korzeniami drzew, samica rodzi od trzech do czterech młodych.

## Status zagrożenia i ochrona
W Czerwonej księdze gatunków zagrożonych Międzynarodowej Unii Ochrony Przyrody i Jej Zasobów został zaliczony do kategorii LC (ang. Least Concern „najmniejszej troski”). Mangusta brunatna wydaje się, że jest dość przystosowana do zmienionych siedlisk i niezbyt wyspecjalizowana w swoich zwyczajach. Mimo że nie ma terenowych danych szacunkowych dotyczących populacji mangusty brunatnej w jakiejkolwiek części jej zasięgu, aktualne dane wskazują, że jest ona stosunkowo tajemniczym gatunkiem, ale może być lokalnie pospolita, nawet w siedliskach zmodyfikowanych przez człowieka. Zagrożenia dla mangusty brunatnej nie są dobrze poznane, ale pewien wpływ na jej populację może mieć utrata siedlisk, ich fragmentacja oraz degradacja. Szerokie występowanie na gruntach rolnych sugeruje, że wykorzystanie agrochemikaliów może być zagrożeniem dla tej mangusty – prawdopodobnie nawet większym niż samo rolnictwo. Istnieje pewien poziom przypadkowych odłowów i innych form polowań. Dalsze badania terenowe i ekologiczne pozwoliłyby wyjaśnić wpływ różnych potencjalnych zagrożeń, na które narażona jest mangusta brunatna, jednak jako że obserwowano ją ostatnio przebywającą na plantacjach kawy i herbaty w krajobrazie silnie rozczłonkowanych lasów, względna stabilność siedlisk i brak polowań na tę mangustę sugerują, że ogólnie zagrożenia są niskie.